# Yevgeny Dzhugashvili
Yevgeny Yakovlevich Dzhugashvili (em russo:  Евге́ний Я́ковлевич Джугашви́ли; Uryupinsk, 10 de janeiro de 1936 - Moscou, 22 de dezembro de 2016) era um coronel da Força Aérea Soviética. Era filho de Yakov Dzhugashvili, filho mais velho do líder soviético Joseph Stalin, e ganhou notoriedade como defensor da reputação de seu avô. Nas eleições de 1999 da Duma federal russa, ele foi um dos rostos do bloco de Stalin - para a URSS, uma liga de partidos comunistas. Ele residia na Geórgia, terra natal de seu avô.

## Dzhugashvili vs.Novaya Gazeta
Em setembro de 2009, Dzhugashvili ganhou as manchetes internacionais quando processou o jornal russo Novaya Gazeta depois que a revista publicou um artigo alegando que seu avô assinava pessoalmente ordens de execução contra civis. Em 13 de outubro de 2009, o tribunal russo rejeitou o caso de Dzhugashvili, declarando que seus motivos seriam divulgados posteriormente. Dzhugasvili recebeu cinco dias para apelar.

## Críticas contra Putin
Em janeiro de 2015, respondendo aos atos  do presidente russo Vladimir Putin em um vídeo, onde ele aparece sem camisa e é visto domando e montando um cavalo, Dzhugashvili disse que é "tudo uma publicidade e apenas mostrou como o presidente estava liderando o país. sem cérebro ".  O Independent afirmou ainda que "a bagunça na Rússia teria sido evitada se Stalin tivesse vivido por mais cinco anos".